# Znanstveni rad
Znanstveni radovi, vrste znanstvenog djela. Znanstvena, znanstvenostručna i stručna djela i radovi nisu oštro razgraničena iako razlike svakako postoje. Postoji razlika znanstvenog djela od znanstvenog rada. Znanstveni rad je djelo koje je usmjereno na ispitivanja veza i odnosa među predmetima i pojavama u objektivnoj stvarnosti, a utvrđuje pravilnosti i zakonitosti u prirodi i društvu, i primjenjuje znanstvene metode u istraživanju i otkriva dotad nepoznate činjenice i teorije i pridonosi povećanju znanstvenih spoznaja (Žuvela).
Da bi nešto bilo znanstveni rad, mora zadovoljavati ove uvjete:
- predstavljaju izvorni znanstveni rad objavljen nakon recenzije (eng. peer review)
- sadržaj časopisa kontrolira uredništvo časopisa
- poželjno je da časopis ima broj ISSN

Znanstveni, stručni i pregledni rad se razlikuju. Znanstveni rad sadrži neobjavljene rezultate izvornih znanstvenih istraživanja, a znanstvene su informacije izložene tako da se točnost analiza i izvoda, na kojima se rezultati temelje, može provjeriti.